# ビニー/信じる男
『ビニー/信じる男』（ビニーしんじるおとこ、Bleed for This）は、2016年制作のアメリカ合衆国の伝記映画。
交通事故で首を骨折し、歩くこともままならず復帰を絶望視されながらも、伝説のトレーナーと共に過酷なトレーニングに励み、奇跡のカムバックを成し遂げた実在のプロボクサー、ビニー・パジェンサを描く。マーティン・スコセッシ製作総指揮。

## キャスト
- ビニー・パジェンサ：マイルズ・テラー[4]
- ケビン・ルーニー：アーロン・エッカート
- ルイーズ・パジェンサ：ケイティ・セイガル
- アンジェロ・パジェンサ：キアラン・ハインズ
- ルー・デュバ：テッド・レヴィン
- クリスティーン・エヴァンジェリスタ